# 沙崙聖加大利納堂
聖加大利納堂是位於台灣嘉義縣大林鎮沙崙的天主教教堂，其教會設教歷史在台灣僅次於屏東縣萬金聖母聖殿與彰化縣羅厝天主堂，其古典西式的建築，在當地農村裡相當的突出。

## 歷史
由於早年交通不便，從台南到彰化羅厝天主堂需要四天的時間，為了方便兩個地方傳教上的聯絡，在1876年時，傳教士在嘉義縣大林鎮沙崙仔租民屋充當臨時聖堂，此即為今聖加大利納堂的前身。
聖加大利納堂曾經過三次重建，最後一次重建是1980年間。前任神父為會講流利台語，越南籍的丁聲華。
2012年至今由蘇豐勝神父擔任主譯神父。